# Grab (jazda na deskorolce)

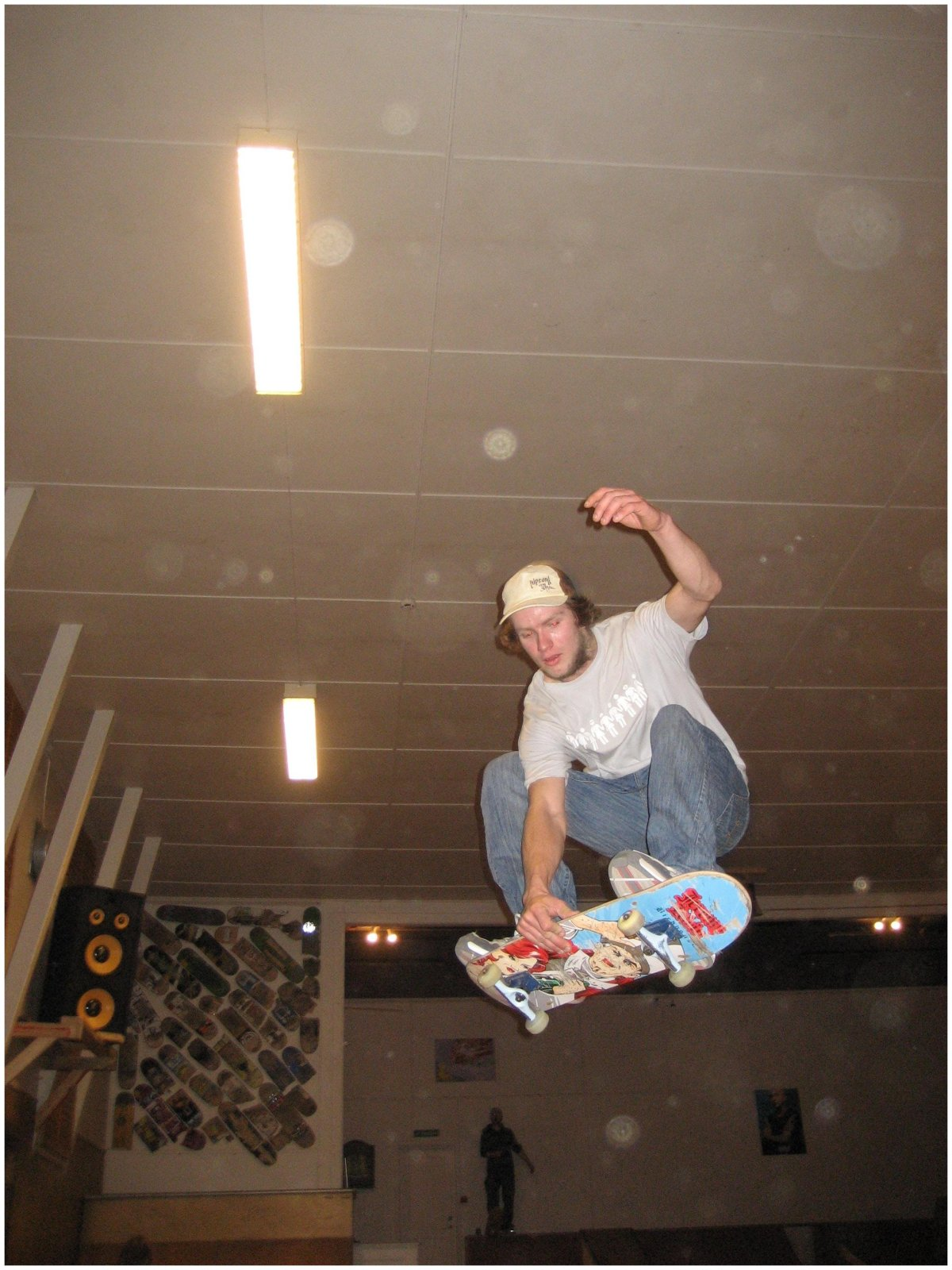
Indy grab

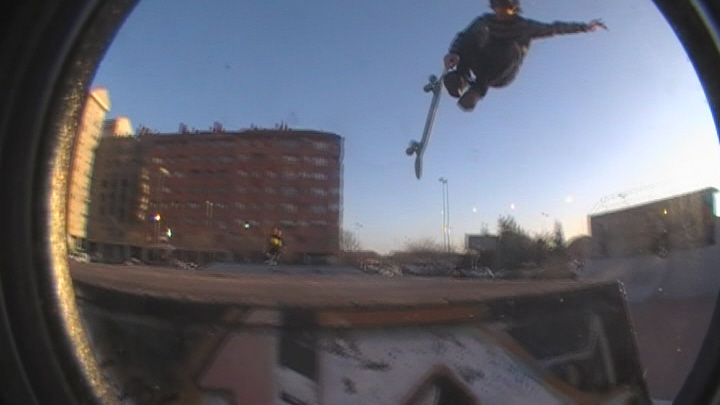
Nosegrab

Grab – rodzaj ewolucji na deskorolce podczas których skater (będąc nad ziemią) chwyta deskorolkę jedną, bądź obiema rękami przyjmując przy tym różne ułożenia ciała. Wyróżniamy wiele rodzajów grabów, m.in.:
- Indy
- Method
- Tailgrab
- Nosegrab
- Bam Bend Air
- Cannonball
- Crail Grab
- Japan Air
- Christ Air
- Del Mar Indy
- Sacktap
- Benihana
- Madonna
- Judo
- Shifty
- Stiffy
- Seatbelt Air
- Indy Nosebone
- One Foot Japan
- One Foot Tailgrab
- Crossbone
- Roastbeef
- Melon
- Airwalk
- Christ Air
- Saranwrap
- Mute
- Rocket Air
- Stalefish
- Stalefish Tweak
- Wrap Around
- Body Wrap

Podczas wykonywania grabów skater może się obracać o 180, 360, 540, 720 bądź 900 stopni.